# 夏代孝明
夏代 孝明（なつしろ たかあき、1992年2月25日 - ）は、日本の歌手、作詞家、作曲家、ボカロPである。所属レーベルはAndRec。身長178cm、股下89cm。元ZETA DIVISION所属。

## 人物
出身は大阪府だが、中高生の頃は福井県に住んでいた。韓国語を喋れる妹がいる。中学生の頃にバンドを始め、地元のライブハウスに出演していた。2011年に星の歌でeinieの一員として作曲活動を始める。以降次々に動画による発表を続けて持ち前の歌声で注目を集める。「弱虫ペダル NEW GENERATION」OP曲となったタイアップシングルも発売している。全自作曲によるアルバムはオリコンデイリー13位、iTunes6位を記録した。
ライブではLIQUIDROOM公演を含むチケットを即完させ、初の海外単独公演含むワンマンツアーの開催も決定している。
YouTube、ニコニコ動画を中心に動画による活動を続けている。動画としてはニア、エンドロール、ユニバース等のヒット曲が有名。夏と服が好き。ゲームも好きでOPENRECで配信することも多い。また、ファッション好きが高じて自身のファッションブランドhassを立ち上げている。自身が着用することもありデザイン性やおしゃれに定評がある。全国的にPOP UP STOREを展開するなど表現の幅を広げている。
2019年にソロ・プロジェクト夏と彗星を発足。2020年1月に1st Live Tour「彗星の果てに僕らは」を開催した。
2020年10月21日にプロeスポーツチームJUPITER(現在のZETA DIVISION)のクリエイター部門へ加入した。
2021年7月9日に知人プレイヤーのゲーム内ランクを上げるため、自身が上位ランクにも拘らず実力に対して低いランクのサブアカウントを使用しコンペティティブマッチ（所謂ランクマッチ）をプレイした他、同チームのtakej選手に自身の低ランクのサブアカウントを使用して知人とコンペティティブマッチをプレイするよう唆しValorantのゲームにおける公平性を損なったとして、三か月間のクリエイター活動の停止とSNS上での発信行為の自粛を命じられた。
2023年7月31日にプロeスポーツチームZETA DIVISIONのクリエイター部門から脱退した。

## ディスコグラフィ
最高位は、オリコンウィークリーチャートに基づく。

### タイアップ
| 時期   | 楽曲                           | タイアップ                                                            |
| ------ | ------------------------------ | --------------------------------------------------------------------- |
| 2016年 | クロノグラフ                   | テレビアニメ「フューチャーカードバディファイトDDD」オープニングテーマ |
| 2017年 | ケイデンス                     | テレビアニメ「弱虫ペダル NEW GENERATION」オープニングテーマ           |
| 2017年 | トランジット                   | テレビアニメ「弱虫ペダル NEW GENERATION」第２クールオープニングテーマ |
| 2018年 | レイルブルー                   | テレビCM アサヒ緑健「緑効青汁」                                       |
| 2018年 | エンドロール                   | KBS京都テレビ「京スポ」9月度エンディングテーマ                        |
| 2021年 | フロムトーキョー               | スマホゲーム「プロジェクトセカイ feat.初音ミク」書き下ろし楽曲        |
| 2021年 | 藍より群青 (feat.星街すいせい) | テレビCM ムーンスター「SKLSHŌTER」書き下ろし楽曲                      |
| 2022年 | RIFFRAIN                       | アーケードゲーム「maimaiでらっくす FESTiVAL」書き下ろし楽曲           |
| 2024年 | キラー                         | スマホゲーム「プロジェクトセカイ feat.初音ミク」書き下ろし楽曲        |

## 楽曲提供
夜空メル
- 夜空のとなりで（作詞・作曲）[5]

あほの坂田。
- 君は奇跡を知っている（作詞・作曲）

七海うらら
- ダイヤノカガヤキ（作詞・作曲）[6]

天月-あまつき-
- きみだけは。（作詞・作曲）

ないこ（いれいす）
- レグルス（作詞・作曲）

宗谷いちか
- アオイロテイル（作詞・作曲）[7]

海妹四葉
- 気まぐれ屋のウェザーリポート（作詞・作曲）[8]

## ライブ・イベント

### 主催公演
共同主催を含む。

## 出演

### 雑誌
- 歌ってみたの本 January (2012年12月1日、ENTERBRAIN) ISBN 978-4-04-728622-1
- 歌ってみたの本 May (2013年4月1日、ENTERBRAIN) ISBN 978-4-04-728878-2
- 2.5 Song MATE 2014年6月号 (2014年4月21日、フールズメイト)
- 歌ってみたの本 January 2015 (2014年12月1日、ENTERBRAIN) ISBN 978-4-04-730136-8
- 2.5 Song MATE 2015年2月号 (2014年12月20日、フールズメイト)
- 歌ってみたの本 March 2015 (2015年1月31日、ENTERBRAIN) ISBN 978-4-04-730262-4
- あにツタ vol.8 2016 spring (TSUTAYA)
- bounce 403号  (2017年5月25日、TOWER RECORDS)
- ROCKIN'ON JAPAN 2018年12月号 (2018年10月30日、rockin'on group)

### 特設
1. ↑  Album『Gänger』特設サイト